# Даньковцы
Даньковцы (укр. Даньківці) — село в Изяславском районе Хмельницкой области Украины.
Население по переписи 2001 года составляло 124 человека. Почтовый индекс — 30363. Телефонный код — 3852. Занимает площадь 0,339 км². Код КОАТУУ — 6822183304.

## Местный совет
30363, Хмельницкая обл., Изяславский р-н, с. Лещаны, ул. Ленина, 2